# Ivan Panteleïev
Pour les articles homonymes, voir Panteleïev.
Ivan Ivanovitch Panteleïev (en russe : Ива́н Ива́нович Пантеле́ев), né le 8 juin 1924 dans le Gouvernement du Ienisseï et mort le 14 décembre 1994 à Krasnoïarsk, est un écrivain soviétique,.

## Biographie
Ivan Panteleev naît le 8 juin 1924 dans le village de Melnichnaya, district de Kansky, gouvernement du Ienisseï. Il a une seour cadette prénommée Lida. Quelques années plus tard, la famille du futur écrivain déménage dans le centre régional, le village d'Irbeï, où il passe ses années d'école. Son père est gérant d'un entrepôt de grains et, en 1937, il est reconnu coupable de négligence et exilé à Norillag.
En 1941, un poème de l'écolier Ivan Panteleïev est publié dans le journal Irbeïskaïa Pravda.
En juillet 1942, après avoir obtenu son diplôme d'études secondaires, Panteleev est embauché comme chef du département d'éducation physique et des sports du comité exécutif du conseil du district Irbeysky.
En août 1942, il est enrôlé dans l'Armée rouge et sert dans les troupes aéroportées, dans la 100e division de fusiliers de la Garde. Il participe aux batailles sur le front de Carélie, le deuxième et le troisième front ukrainien. Pour l'offensive de Vienne, il reçoit l'ordre de la Guerre patriotique  de 2e classe.
Au début de 1947, démobilisé de l'armée avec le grade de sergent-major, il revient au village Irbeï. De mai à juillet 1947 - chef du Bureau de l'Institut pédagogique d'État de Krasnoïarsk. De septembre 1947 à mai 1948 - directeur de la Maison de la culture du district Irbeysky.
Après la Grande Guerre patriotique, Panteleïev se consacre entièrement à la création d'œuvres en prose. 
D'août 1947 à juin 1948, il fut auditeur libre à la Faculté de langue et littérature russes de l'Institut pédagogique de Krasnoïarsk. A cette période, un concours est organisé à l'Institut de littérature Maxime-Gorki. Panteleev écrit plusieurs nouvelles sur la guerre et les envoie au concours, après quoi il est accepté en tant qu'auditeur libre à l'Institut Maxime-Gorki.
De septembre 1948 à janvier 1951, il est commandant du dortoir Cheremetievo de l'Institut de génie mécanique à Moscou. D'avril 1951 à juillet 1955, il travaille comme manutentionnaire de bagages sur le chemin de fer, voyageant sur les trains Moscou-Vladivostok. Pendant les trois semaines de pause entre les voyages, il assiste à des séminaires de Valentin Kataïev et Konstantin Paustovsky.
Ses deux premiers livres, Le Brochet (1958) et Un homme traverse la steppe (1959), sont publiés à Abakan alors qu'il y travaille comme rédacteur en chef de la maison d'édition Khakass. Son deuxième livre est devenu sa thèse de diplôme, qu'il a soutenue avec succès en décembre 1959 après avoir déménagé définitivement à Krasnoïarsk.
Ivan Panteleev s'est forgé une réputation d'écrivain pour enfants. Il fut peut-être le premier écrivain de Krasnoïarsk à écrire la majeure partie de ses œuvres spécifiquement sur les enfants et pour les enfants.
Membre de l'Union des écrivains soviétiques depuis 1966.
Président de la branche municipale de Krasnoïarsk du Fonds régional pour l'enfance en 1987-1994.
Enterré au cimetière de Badalyk.
Un musée Panteleïev a été créé à la bibliothèque locale de Melnichny.

## Œuvres

### Recueils de nouvelles
- Le Brochet (Щука) - 1958
- Un homme marche dans la steppe (Человек идет по степи) - 1959
- Expédition à Kiachka(Экспедиция на Кияшку) - 1961
- Les Pantoufles (Тапочки) - 1963
- Etoiles bleues (Голубые звезды) - 1966
- Petit cygne (Лебедёнок) - 1972
- Neige bleue (Синий снег) - 1978
- Aliochka d'Agul (Алёшка с Агула) - 1983
- Sur Agul (На Агуле) - 1983
- Stepka (Степка) - 1989
- L'inconnu (Чужой) - 1991
- Expédition à Kiachka (Экспедиция на Кияшку) - 2020